# Isidor Goldschmidt

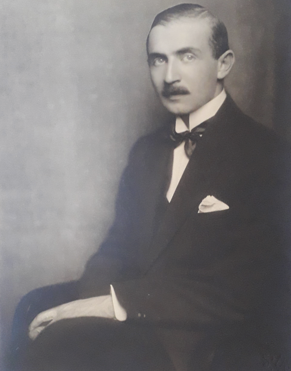
Isidor Goldschmidt in den späten 1920er Jahren

Isidor Goldschmidt, auch Isidor Goldschmid, in der englischen Emigration I. G. Goldsmith bzw. Isadore Goldsmith, (* 26. Mai 1893 in Wien, Österreich-Ungarn; † 8. Oktober 1964 in Putney, Vermont, Vereinigte Staaten) war ein österreichisch-US-amerikanischer Filmverleiher beim deutschen und Produzent beim britischen und amerikanischen Film.

## Leben und Wirken
Goldschmidt hatte in jungen Jahren als Beamter im Konsularwesen gearbeitet. Bei Ende des Ersten Weltkriegs (1918) wechselte er zum Film. Rasch machte er als Isidor Goldschmid Karriere: 1922 wurde er Vorstandsmitglied bei der Apollo-Lichtbild AG, später wurde er zum Repräsentanten der britischen Filmgesellschaft BIP auf dem europäischen Festland berufen. Durch Beschluss der Generalversammlung vom 3. April 1928 wurde er bei der Verlegung des Firmensitzes von Frankfurt nach Berlin zum Vorstand der Verleihfirma Südfilm AG ernannt, die zur BIP-Muttergesellschaft gehörte. In dieser Eigenschaft vertrieb Goldschmid so zentrale deutsche Produktionen der ausgehenden Weimarer Republik wie E. A. Duponts frühe Tonfilminszenierung „Atlantik“ und Richard Oswalds Sozialdrama „Der Hauptmann von Köpenick“.
Nach der Machtübernahme durch die deutschen Nationalsozialisten wurde der österreichische Jude Goldschmidt aus all seinen Ämtern herausgedrängt. Er ließ sich 1935 in Großbritannien nieder und versuchte sich als unabhängiger Produzent. Mit der Verfilmung von A. J. Cronins in Wales spielendem Bergarbeiter-Drama „Die Sterne blicken herab“ gelang ihm 1939 ein künstlerischer Erfolg. Nach einer weiteren Cronin-Adaption („Der Hutmacher und sein Schloß“) entschloss sich Goldschmidt im Dezember 1941, kurz nach dem Ende der Luftschlacht um England, zur Weiterreise in die Vereinigten Staaten. Dort wurde er von Columbia Pictures übernommen, konnte jedoch keinen Film als Produzent realisieren. Kurz vor Kriegsende kehrte Goldschmidt, der sich im angloamerikanischen Raum in I. G. Goldsmith bzw. Isadore Goldsmith anglisierte, nach London zurück. Dort konnte er mit der Umsetzung des Kriminalromans „Bedelia“, den seine amerikanische Ehefrau (seit 1948), die Schriftstellerin Vera Caspary (1899–1987), verfasst hatte, erneut einen Film herstellen. Bereits 1947 ging Goldsmith ein weiteres Mal in die USA, wo er nur noch als B-Film-Produzent in Erscheinung trat. Am 11. Januar 1952 wurde er in die USA eingebürgert.
Der Journalist und Schriftsteller Paul K. Lyons (* London 1952) ist sein Enkel.

## Filmografie (als Produzent komplett)
- 1935: Whom the Gods Love
- 1936: Southern Roses
- 1937: Mademoiselle Doktor / Under Secret Orders
- 1937: The Lilac Domino
- 1939: I Killed the Count
- 1939: Die Sterne blicken herab (The Stars Look Down)
- 1941: Der Hutmacher und sein Schloß (Hatter’s Castle)
- 1945: The Voice Within
- 1946: Bedelia (Bedelia) (auch Co-Drehbuch)
- 1947: Out of the Blue
- 1950: Three Husbands
- 1951: The Scarf
- 1951: The Screen (nur Drehbuch und Regie)
- 1953: The Tell-Tale-Heart (Kurzfilm)